# Ari Hjelm
Ari-Juhani Hjelm (Tampere, 24 febbraio 1962) è un allenatore di calcio ed ex calciatore finlandese, di ruolo attaccante.

## Biografia
Suo figlio Jonne Hjelm è anch'egli un calciatore.

## Carriera
È stato il primo giocatore a raggiungere le 100 presenze con la maglia della nazionale finlandese.

## Palmarès

### Giocatore

#### Club
- Campionato finlandese: 1

Ilves: 1983
- Coppa di Finlandia: 2

Ilves: 1990
HJK: 1996
- Coppa di Lega finlandese: 1

HJK: 1996

#### Individuale
- Capocannoniere del campionato finlandese: 1

1987 (20 reti)
- Calciatore finlandese dell'anno: 1

1987

### Allenatore
- Campionato finlandese: 3

Tampere United: 2001, 2006, 2007
- Coppa di Finlandia: 1

Tampere United: 2007
- Coppa di Lega finlandese: 1

Tampere United: 2009